# Adam M. Byrd

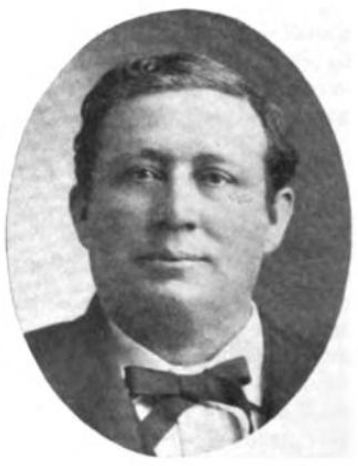
Adam M. Byrd (1904)

Adam Monroe Byrd (* 6. Juli 1859 im Sumter County, Alabama; † 21. Juni 1912 in Hot Springs, Arkansas) war ein US-amerikanischer Politiker. Zwischen 1903 und 1911 vertrat er den fünften Wahlbezirk des Bundesstaates Mississippi im US-Repräsentantenhaus.

## Werdegang
Adam Byrd kam schon in frühen Jahren in das Neshoba County in Mississippi. Dort besuchte er die Grundschulen und das Cooper Institute in Daleville. Nach einem Jurastudium an der juristischen Fakultät der Cumberland University in Lebanon (Tennessee) und seiner im Jahr 1885 erfolgten Zulassung als Rechtsanwalt begann er in Philadelphia (Mississippi) in seinem neuen Beruf zu arbeiten. Zwischen 1887 und 1889 war er Schulrat im Neshoba County.
Politisch war Byrd Mitglied der Demokratischen Partei. Zwischen 1889 und 1896 gehörte er dem Senat von Mississippi an, in den Jahren 1896 und 1897 war er Abgeordneter im Repräsentantenhaus des Staates. Im Jahr 1897 war Byrd für kurze Zeit Bezirksstaatsanwalt im zehnten Gerichtsbezirk, ehe er Richter im sechsten Gerichtsbezirk wurde. Dieses Amt bekleidete er bis 1903.
1902 wurde Byrd im fünften Distrikt von Mississippi in das US-Repräsentantenhaus in Washington gewählt. Dort löste er am 4. März 1903 Frank A. McLain ab, der in den siebten Wahlbezirk wechselte. Nach drei Wiederwahlen konnte Byrd bis zum 3. März 1911 insgesamt vier Legislaturperioden im Kongress absolvieren. Im Jahr 1910 wurde er von seiner Partei nicht für eine weitere Amtszeit nominiert. Danach arbeitete Byrd wieder als Rechtsanwalt in Philadelphia. Adams starb im Juni 1912 in Hot Springs und wurde in Philadelphia beigesetzt.